# Circle-Vision 360°

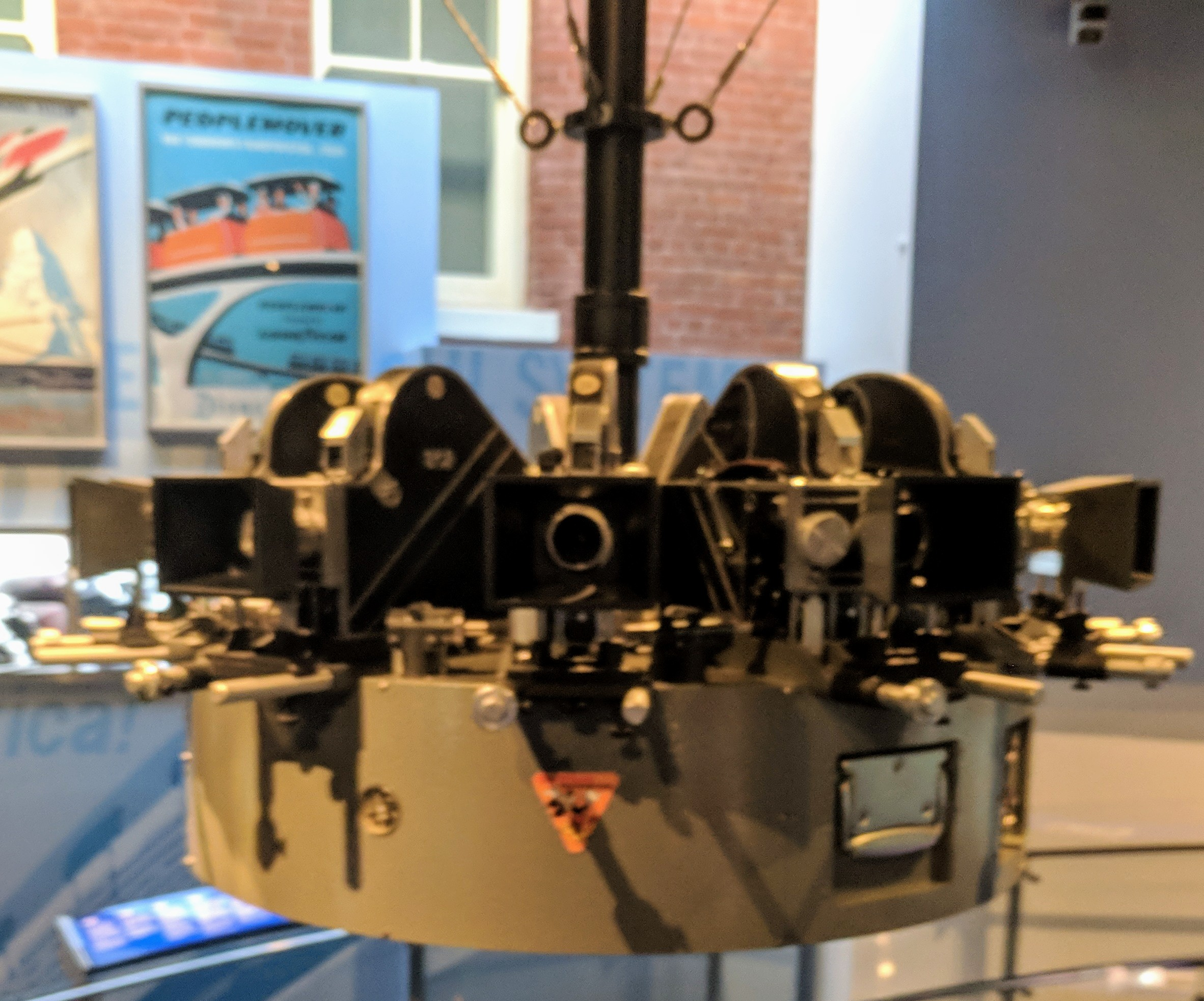
Circle-Vision 360°, en una exhibición en el Walt Disney Family Museum

Circle-Vision 360º  es una técnica cinematográfica, perfeccionada por The Walt Disney Company, que utiliza nueve cámaras para nueve pantallas grandes dispuestas en un círculo. Las cámaras, generalmente, se montan en la parte superior de un automóvil para escenas que requieran atravesar ciudades y carreteras. No obstante, hay  películas, como The Timekeeper (atracción de Disney en 1992) en las que se utiliza una cámara estática y muchos efectos de CGI. 
Al usar, un número impar de pantallas y un pequeño espacio pequeño entre ellas, se puede colocar un proyector  en cada espacio, proyectando así la película a través del espacio hacia las demás pantallas. Estas y los proyectores están dispuestos por encima del nivel de la cabeza. Además, se pueden proporcionar rieles inclinados para que los espectadores se sujeten o se apoyen mientras estén de pie viendo la película. 
La primera película proyectada con esta técnica fue America The Beautiful (versión del 1995) en el teatro Circarama, el cual tenía 11 proyectores que utilizaban película de 16mm. Pasado un tiempo, en 1967, este se convertiría en Circle-Vision, que utilizaba 9 proyectores con película de 35mm. Tanto la cámara original de 11 lentes, com el subsiguiente de 9 lentes (desarrollada en 1960), así como sus sistemas de proyección, fueron diseñadas por el animador de Disney y pionero de efectos visuales, Ub Iwerks.
Se utiliza para ciertas atracciones en los parques temáticos de Disney, como el Epcot, donde se vieron películas como O Canada!, Reflections of China. En el teatro de Circle-Vision en Tomorrowland, se proyectaron films como  Wonders of China, y American Journeys. En la D23 Expo 2011, el presidente de Disneyland Resort, George Kalogridis, anunció que CircleVision regresaría a Disneyland Park con una nueva proyección de America the Beautiful en CircleVision 360, aunque actualmente no se sabe si realmente la película será mostrado, pues el teatro original fue reemplazado con otra atracción. Tampoco se especificó si sería una versión  de la película original o una  nueva con el mismo nombre y concepto.

## Parques que utilizan la tecnología Circle-Vision

### Disneyland Park
- Gran inauguración: 1955
- Cerrado: 1997 (como atracción independiente); 2000 (como un segmento del pre-show Rocket Rods).
- Diseñador: Walt Disney Imagineering
- Ubicación: Tomorrowland
- Nombres formales de la  atracción
  - Circarama
  - Circle-Vision 360
  - Estreno Mundial Circle-Vision
- Lista de las películas proyectadas
  - A Tour of the West
  - America the Beautiful
  - Wonders of China
  - American Journeys
- Patrocinadores anteriores
  - American Motors (década de 1950)
  - Bell System (década de 1960)
  - AT&T / Bell System (década de 1970)
  - Pacific Southwest Airlines(década de 1980)
  - Delta Air Lines (década de 1990)

### Magic Kingdom
- Gran inauguración: 25 de noviembre de 1971
- Cerrado: 26 de febrero de 2006
- Diseñador: Walt Disney Imagineering
- Ubicación: Tomorrowland
- Nombres formales de la atracción
  - Circle-Vision 360
  - Centro de Ciencias de Metropolis
- Lista de las películas proyectadas
  - America the Beautiful (1971-1974, 1975-1979)
  - Magic Carpet 'Round the World (1974-1975. 1979-1984)
  - American Journeys (15 de septiembre de 1984-9 de enero de 1994)
  - The Timekeeper (21 de noviembre de 1994- 26 de febrero de 2006)
- Antiguos patrocinadores
  - Monsato (alfombras)
  - Black & Decker

### Epcot
- Gran inauguración: 1 de octubre de 1982
- Diseñador: Walt Disney Imagineering
- Ubicación: World Showcase
  - Pabellón de China
  - Pabellón de Canadá
- Lista de las películas proyectadas
  - Wonders of China
  - ¡Oh Canadá! (versión de 1982)
  - ¡Oh Canadá!
- Películas actuales
  - Reflections of China
  - Canada: Far and Wide

### Disneyland (Tokio)
- Gran inauguración: 15 de abril de 1983
- Cerrado: 1 de septiembre de 2002
- Diseñador: Walt Disney Imagineering
- Ubicación: Tomorrowland
- Nombres formales de la atracción
  - Circle-Vision 360
  - Visionarium
- Lista de las películas proyectadas
  - Magic Carpet 'Round the World
  - American Journeys
  - Visionarium (From Time to Time)
- Patrocinadores
  - Fujifilm

### Disneyland (París)
- Gran inauguración: 12 de abril de 1992
- Cerrado: septiembre de 2004
- Diseñador: Walt Disney Imagineering
- Ubicación: Discoveryland
- Nombres formales de la atracción
  - Le Visionarium
- Lista de las películas proyectadas
  - Le Visionarium
- Patrocinadores
  - Renault

## Otros usos

### Expo 61(Turín)
- Gran inauguración: 1 de mayo de 1961
- Cerrado: 31 de octubre de 1961
- Productor ejecutivo: Roberto de Leonardis (Royfilm)
- Realizador: Elio Piccon
- Ubicación: Fiat Circarama Walt Disney, Expo 61, Turin
- Nombres formales de la atracción
  - "Walt Disney Presenta Italia 1961 en Circarama"[5]
- Patrocinadores
  - Fiat

- Notas: The Walt Disney Company alquiló el sistema de cámara a Fiat y trabajó la postproducción. La leyenda de Disney, Don Iwerks, hijo de Ub Iwerks, fue enviado a Italia para entrenar la película, pero finalmente se quedó durante el rodaje.[4]

### Expo 64 (Lausana)
La película no ha sido vista por el público desde 1964, pero se ha proyectado en formato digital en el Museo für Gestaltung Zürich como parte de la exposición "SBB CFF FFS" hasta el 5 de mayo de 2020.
- Gran Inauguración: 30 de abril de 1964
- Cerrado: 25 de octubre de 1964
- Diseñador: Ernst Un. Heiniger
- Ubicación: Pabellón de Transporte, Expo 64, Lausana
- Nombre formal de la  Atracción
  - "Magia de los rieles, magie du rail, Zauber der Schiene"
- Patrocinadores
  - Ferrocarriles Federales Suizos

### Expo 67(Montreal)
Esta es una de las películas más peculiares de Circle-Vision, ya que a excepción de una breve aparición en enero de 1974, en Magic Kingdom durante su "Salute to Canada", no ha sido vista desde 1967. La película fue la inspiración para el original "¡Oh Canadá! ", proyectada en el Epcot de 1982 a 2007. Después del final de la Expo67, varias de las atracciones y pabellones del sitio continuaron operando. El teatro Man and His World, tras la Expo 67, en 1970, se convirtió en el Pabellón de Estados Unidos, presentando la película America the Beautiful.

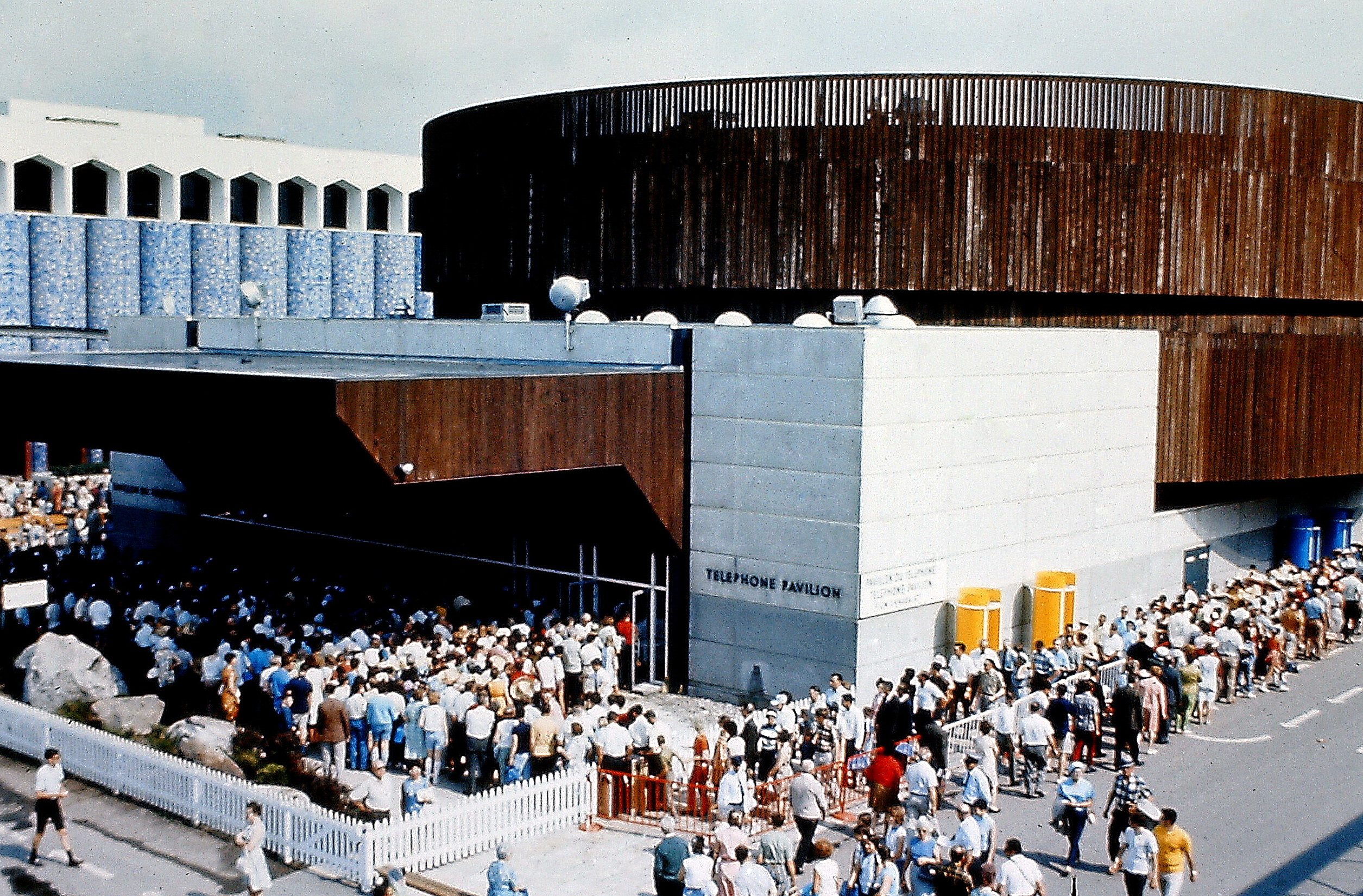
La Expo 67 Bell Canada Telephon Pavilion

- Gran inauguración: 28 de abril de 1967
- Cerrado: 29 de octubre de 1967
- Diseñador: Walt Disney Imagineering
- Ubicación: Bell Telephone Pavilion, Expo 67, Montreal
- Nombre formal de la atracción
  - "Canadá 67"
- Lista de las películas proyectadas
  - Canadá '67. Barclay. Descripción de la guía de la Expo'67: "Estás en el centro del escenario para el paseo musical RCMP ... en el centro del hielo para el hockey ... en la pista en la Stampede! CIRCLE-VISION 360° te rodea con toda la diversión y la emoción de los eventos más emocionantes de Canadá y su belleza escénica. Y luego, lleve a sus hijos al Bosque Encantado ... vea nuevos y emocionantes servicios de comunicación para el futuro ... ¡todo en el Pabellón Telefónico! " Visión circular 360°[7]
- Patrocinadores
  - La Asociación Telefónica de Canadá
- Notas: El avión "B-25" fue utilizado para filmar las tomas aéreas.[8]

### Expo 86(Vancouver)
Aprovechando la popularidad de su pabellón en la Expo '67, Telecom Canada volvió a encargar a Disney la creación de una película. Después de la feria, la película se proyectaría temporalmente en el pabellón de Canadá en el Centro EPCOT. 
- Gran inauguración: 2 de mayo de 1986
- Cerrado: 13 de octubre de 1986
- Ubicación: Pabellón de Canadá de la Telecomunicación, Expo 86, Vancouver
- Nombre formal de la atracción
  - "Telecom Canada"
- Película proyectada
  - Portraits of Canada/Images du Canada
- Patrocinadores
  - Telecom Canada

## Otros
Los pioneros del cine francés jugaron con la tecnología a partir de 1884, dando lugar a Cinéorama. Otro sistema (desarrollado en el siglo XXI) sustancialmente similar que está siendo utilizado en el sitio de la exhibición del Ejército de Terracota en Xian, China. La Gran Muralla de Badaling, cerca de Beijing tiene un teatro Circle-Vision con escenas de la Gran Muralla de China. 

## Visita también
- Listados de formatos cinematográficos (en catalán)
- Telephone Pavilion (Expo 67) (en inglés)